# Kurt Laves
Kurt Laves (1866 – 25 de março de 1944) foi um astrônomo teuto-estadunidense.
Laves estudou astronomia em Berlim (diploma em 1891) e chegou em 1893 na Universidade de Chicago, onde foi em 1897 instrutor, em 1901 profesor assistente, e de 1908 até aposentar-se em 1932 professor assistente de astronomia matemática.
Dentre seus alunos consta Forest Ray Moulton.